# Лев Сапіга
Лев Сапіга (біл. Леў Сапега, Leŭ Sapieha, лит. Leonas Sapiega, пол. Lew Sapieha; 4 квітня 1557, Островно, нині Бешенковицький район Вітебської області Республіки Білорусь — 7 липня 1633, Вільно (нині Вільнюс), Литва) — державний і військовий діяч Великого князівства Литовського і всієї Речі Посполитої, великий канцлер литовський, великий гетьман литовський (1625—1633), дипломат і політичний мислитель.

## Державні посади
Син Івана Сапеги та його дружини — княжни Ганни Сангушко. Службу починав писарем у міській канцелярії міста Орші (його батько був Оршанським старостою). На посаді міського писаря прослужив до особистого знайомства з королем і великим князем Стефаном Баторієм. У 1581 році став писарем Великого князівства Литовського. Спільно з тодішніми канцлером і підканцлером він брав участь у створенні Головного Трибуналу ВКЛ. З 1581 року став королівським писарем при Стефані Баторії, потім маршалком Сейму (1582) та підканцлером литовським (з 1585 по 1589-й) і великим канцлером Великого князівства Литовського (з 1589 по 1623 роки). Добровільно відмовився від цієї посади, щоб посилити свій вплив і вплив клану Сапіг у Великому князівстві Литовському і всій Речі Посполитій.
Разом з Остафієм Воловичем брав участь у підготовці найважливішого юридичного документа ВКЛ — Статут Великого князівства Литовського 1588 р.
З 1621 року — воєвода віленський, з 1625 — великий гетьман Великого князівства Литовського. Проявив себе як військовий діяч і дипломат на прикінцевому етапі Лівонської війни (1558–1583). Сформований ним на власні кошти гусарський полк успішно діяв в битві при Великих Луках і облозі Пскова.
Пізніше очолював посольства Великого князівства Литовського, що укладали мирні договори з Федором I Іоановичем і Борисом Годуновим (1600). У смутні часи брав участь у підготовці інтервенції військ Речі Посполитої в Московське князівство, підтримував Лжедмитрія I і Лжедмитрія II. В його Слонімському маєтку виховувався Лжеівашка I — Ян Фаустін Луба, який нібито був сином Марини Мнішек від Лжедмитрія II.
Двоюрідний брат Лева Сапіги, Іван (Ян) Петро Сапіга, в 1608–1611 роках очолював військо Речі Посполитої під час інтервенції до Московії.

## Сім'я
Був двічі одружений. Перша дружина — Дорота Фірлей-Збаразька, вдова князя Стефана Збаразького, син Іван Станіслав. Друга дружина — Гальшка (Єлизавета) Радзивілл,  донька Христофора Миколи Радзивілла (Перуна). Брат Григорій Сапега.